# Guilty Pleasure (Ashley Tisdale)
Guilty Pleasure è il secondo album della cantante pop e attrice statunitense Ashley Tisdale. L'album è uscito negli Stati Uniti il 28 luglio 2009 sotto l'etichetta Warner Bros. Records, mentre in Italia l'album è uscito il 12 giugno.
Nell'album è presente una canzone scritta da Katy Perry: Time's Up.
L'album è stato preceduto dal singolo It's Alright, It's OK pubblicato il 14 aprile 2009.
Per promuovere l'album in Italia, il 9 giugno la cantante è stata ospite del programma musicale di MTV Total Request Live, andato in onda da Rimini, dove ha cantato in diretta il singolo It's Alright, It's OK. Al termine del programma si è esibita anche con il brano dell'album Masquerade, esibizione andata in onda nella puntata successiva.
L'album è stato in parte co-scritto dalla stessa Ashley Tisdale.
L'album si presenta subito nettamente differente dal precedente. In Guilty Pleasure infatti si nota subito un sound più rock e più maturo. In Italia l'album ha debuttato alla posizione #71, per salire alla seconda settimana alla posizione #51. Negli Stati Uniti ha debuttato alla posizione #12 vendendo circa 25 000 copie in una settimana. Nonostante ciò negli Stati Uniti il successo fu un po' inferiore al precedente album. Inoltre, prima della pubblicazione di Guilty Pleasure negli Stati Uniti sono stati pubblicati quattro singoli promozionali: Masquerade, Overrated, What If e Acting Out. Il secondo singolo ufficiale è Crank It Up, che è stato pubblicato solo in Europa con risultati discreti.

## Tracce
1. Acting Out – 3:47 (Ashley Tisdale, Niclas Molinder, Joacim Persson, Johan Alkenäs, Steve McMorran, David Jassy)
2. It's Alright, It's OK – 2:59 (Niclas Molinder, Joacim Persson, David Jassy, Johan Alkenäs)
3. Masquerade – 2:56 (Leah Haywood, Daniel James, Shelly Peiken)
4. Overrated – 3:40 (Ashley Tisdale, Niclas Molinder, Joacim Persson, Johan Alkenäs, Charlie Masson)
5. Hot Mess – 3:28 (Warren Felder, Heather Bright)
6. How Do You Love Someone – 3:28 (Billy Steinberg, Josh Alexander, Alaina Beaton)
7. Tell Me Lies – 3:38 (Jess Cates, Emanuel Kiriakou, Frankie Storm)
8. What If – 4:26 (Ashley Tisdale, Kara DioGuardi, Joacim Persson, Johan Alkenas, Niclas Molinder)
9. Erase & Rewind – 3:25 (Niclas Molinder, Joacim Persson, Johan Fransson, Tim Larsson, Tobias Lundgren)
10. Hair – 3:10 (Warren Felder, Andrew Wansel, Chasity Nwagbara)
11. Delete You – 3:33 (Diane Warren)
12. Me Without You – 4:09 (Ashley Tisdale, Toby Gad, Lindsay Robins)
13. Crank It Up – 3:01 (Niclas Molinder, Joacim Persson, Johan Alkenäs, David Jassy)
14. Switch – 3:39 (Kate Akhurst, Vince Pizzinga)

Tracce bonus (edizione limitata)
1. I'm Back – 3:31 (Lars Halvor Jensen, Dicky Klein, Johannes Joergensen, Frankie Storm)
2. Whatcha Waiting For – 3:09 (Ashley Tisdale, Niclas Molinder, Joacim Persson, David Jassy, Johan Alkenäs)
3. Time's Up – 3:24 (Niclas Molinder, Joacim Persson, David Jassy, Johan Alkenäs)

Tracce bonus (iTunes)
1. It's Alright, It's OK (Jason Nevins Radio Remix) – 3:11 (Niclas Molinder, Joacim Persson, David Jassy, Johan Alkenäs)
2. Time's Up – 3:24 (Niclas Molinder, Joacim Persson, David Jassy, Johan Alkenäs)
3. Blame It on the Beat – 3:28 (Adam Anders, Nicole Hassman, Peer Åström)

Traccia bonus (Giappone)
1. Guilty Pleasure – 3:18 (Joy Lynn Strand, Adam Longlands, Lauren Christy, Scott Spock)

## Classifiche
| Classifica (2009) | Posizione massima |
| ----------------- | ----------------- |
| Austria           | 7                 |
| Canada            | 15                |
| Germania          | 9                 |
| Giappone          | 26                |
| Irlanda           | 30                |
| Italia            | 51                |
| Messico           | 59                |
| Nuova Zelanda     | 27                |
| Regno Unito       | 130               |
| Spagna            | 9                 |
| Stati Uniti       | 12                |
| Svizzera          | 13                |